# Palazuelos de Muñó
Palazuelos de Muñó település Spanyolországban, Burgos tartományban.  Lakosainak száma 54 fő (2024).

## Népesség
A település népessége az utóbbi években az alábbiak szerint változott:
| Lakosok száma | 70   | 65   | 65   | 60   | 61   | 60   | 52   | 53   | 53   | 54   |
|               | 2001 | 2004 | 2006 | 2009 | 2011 | 2014 | 2016 | 2019 | 2021 | 2024 |